# Lista de singles número um na Korea K-Pop Hot 100 em 2012
Esta é uma lista dos singles número um na Billboard Korea K-Pop Hot 100 em 2012.

## História da parada
| Data            | Canção                         | Artista                   |
| --------------- | ------------------------------ | ------------------------- |
| 7 de janeiro    | "You and I"                    | IU                        |
| 14 de janeiro   | "You and I"                    | IU                        |
| 21 de janeiro   | "Lovey-Dovey"                  | T-ara                     |
| 28 de janeiro   | "Lovey-Dovey"                  | T-ara                     |
| 4 de fevereiro  | "Lovey-Dovey"                  | T-ara                     |
| 11 de fevereiro | "To Turn Back Hands of Time"   | Lyn                       |
| 18 de fevereiro | "To Turn Back Hands of Time"   | Lyn                       |
| 25 de fevereiro | "To Turn Back Hands of Time"   | Lyn                       |
| 3 de março      | "To Turn Back Hands of Time"   | Lyn                       |
| 10 de março     | "Blue"                         | Big Bang                  |
| 17 de março     | "Blue"                         | Big Bang                  |
| 24 de março     | "Blue"                         | Big Bang                  |
| 31 de março     | "I Wonder If You Hurt Like Me" | 2AM                       |
| 7 de abril      | "I Wonder If You Hurt Like Me" | 2AM                       |
| 14 de abril     | "Cherry Blossom Ending"        | Busker Busker             |
| 21 de abril     | "Cherry Blossom Ending"        | Busker Busker             |
| 28 de abril     | "Alone"                        | Sistar                    |
| 5 de maio       | "Alone"                        | Sistar                    |
| 12 de maio      | "Alone"                        | Sistar                    |
| 19 de maio      | "Alone"                        | Sistar                    |
| 26 de maio      | "Every End of the Day"         | IU                        |
| 2 de junho      | "Every End of the Day"         | IU                        |
| 9 de junho      | "Every End of the Day"         | IU                        |
| 16 de junho     | "Every End of the Day"         | IU                        |
| 23 de junho     | "Monster"                      | Big Bang                  |
| 30 de junho     | "Like This"                    | Wonder Girls              |
| 7 de julho      | "If You Really Love Me"        | Busker Busker             |
| 14 de julho     | "Loving U"                     | Sistar                    |
| 21 de julho     | "I Love You"                   | 2NE1                      |
| 28 de julho     | "I Love You"                   | 2NE1                      |
| 4 de agosto     | "Gangnam Style"                | PSY                       |
| 11 de agosto    | "Gangnam Style"                | PSY                       |
| 18 de agosto    | "Gangnam Style"                | PSY                       |
| 25 de agosto    | "Gangnam Style"                | PSY                       |
| 1 de setembro   | "Gangnam Style"                | PSY                       |
| 8 de setembro   | "I Need You"                   | Huh Gak, Zia              |
| 15 de setembro  | "All For You"                  | Seo In Kook, Jeong Eun Ji |
| 22 de setembro  | "All For You"                  | Seo In Kook, Jeong Eun Ji |
| 29 de setembro  | "All For You"                  | Seo In Kook, Jeong Eun Ji |
| 6 de outubro    | "Memory Of The Wind"           | Naul                      |
| 13 de outubro   | "Memory Of The Wind"           | Naul                      |
| 20 de outubro   | "Memory Of The Wind"           | Naul                      |
| 27 de outubro   | "It's Cold (feat. Lee Hi)"     | Epik High                 |
| 3 de novembro   | "After Turning Into Dust"      | Jung Joon Young & Roy Kim |
| 10 de novembro  | "Please Don't"                 | K.Will                    |
| 17 de novembro  | "1,2,3,4"                      | Lee Hi                    |
| 24 de novembro  | "1,2,3,4"                      | Lee Hi                    |
| 1 de dezembro   | "1,2,3,4"                      | Lee Hi                    |
| 8 de dezembro   | "Return"                       | Lee Seung Gi              |
| 15 de dezembro  | "Return"                       | Lee Seung Gi              |
| 22 de dezembro  | "Return"                       | Lee Seung Gi              |
| 29 de dezembro  | "Return"                       | Lee Seung Gi              |